# Senaib
Menjaure Senaib también conocido como Snaaib, Sena'aib, Sennaib o Snaiib fue un faraón egipcio  del Segundo período intermedio c. 1578-1576 a. C.. De acuerdo con los egiptólogos Kim Ryholt y Darell Baker fue uno de los reyes de la Dinastía de Abidos, aunque no establecen su lugar dentro de la misma. Alternativamente, Jürgen von Beckerath cree que Senaib fue un rey de finales de la dinastía XIII.

## Evidencias
La única evidencia contemporánea del reinado de Senaib es una estela de piedra caliza pintada y "de una excepcional tosca calidad" descubierta en Abidos y ahora parte de la colección del Museo de El Cairo bajo el número CG 20517. La estela establece los nombres de nacimiento, del trono y de Horus del rey a quien muestra usando el jepresh y adorando al dios Min.

## Dinastía
En su estudio sobre el segundo período intermedio, Kim Ryholt desarrolla la idea originalmente propuesta por Detlef Franke de que, siguiendo al colapso de la dinastía XIII con la conquista de Menfis por parte de los hicsos, un reino independiente con centro en Abidos apareció en el Egipto medio. La dinastía de Abidos designa entonces a un grupo de reyezuelos locales que gobernaron por un corto período de tiempo en Egipto central. Ryholt señala que Senaib está confirmado solo por la estela de Abidos que lleva su nombre y podría, por lo tanto, pertenecer a esta dinastía. Esta conclusión es compartida por Darell Baker pero no por von Beckerath, quien ubica a Senaib cerca del final de la dinastía XIII.

## Titulatura
| Titulatura | Jeroglífico | Transliteración (transcripción) - traducción - (referencias) |

| G5 |

| G5 |

| s | wAD | N16 · N16 |

| s | wAD | N16 · N16 |

| s | wAD | N16 · N16 |

| s | wAD | N16 · N16 |

| G5 |

| G5 |

| s | wAD | N16 · N16 |

| s | wAD | N16 · N16 |

| s | wAD | N16 · N16 |

| s | wAD | N16 · N16 |

| N5 | mn · n | N28 · D36 | Z3 |

| N5 | mn · n | N28 · D36 | Z3 |

| N5 | mn · n | N28 · D36 | Z3 |

| N5 | mn · n | N28 · D36 | Z3 |

| N5 | mn · n | N28 · D36 | Z3 |

| N5 | mn · n | N28 · D36 | Z3 |

| N5 | mn · n | N28 · D36 | Z3 |

| N5 | mn · n | N28 · D36 | Z3 |

| N5 | mn · n | N28 · D36 | Z3 |

| N5 | mn · n | N28 · D36 | Z3 |

| N5 | mn · n | N28 · D36 | Z3 |

| N5 | mn · n | N28 · D36 | Z3 |

| N5 | mn · n | N28 · D36 | Z3 |

| N5 | mn · n | N28 · D36 | Z3 |

| N5 | mn · n | N28 · D36 | Z3 |

| N5 | mn · n | N28 · D36 | Z3 |

| Y4 | Y1 · ib · Z1 |

| Y4 | Y1 · ib · Z1 |

| Y4 | Y1 · ib · Z1 |

| Y4 | Y1 · ib · Z1 |

| Y4 | Y1 · ib · Z1 |

| Y4 | Y1 · ib · Z1 |

| Y4 | Y1 · ib · Z1 |

| Y4 | Y1 · ib · Z1 |

| Y4 | Y1 · ib · Z1 |

| Y4 | Y1 · ib · Z1 |

| Y4 | Y1 · ib · Z1 |

| Y4 | Y1 · ib · Z1 |

| Y4 | Y1 · ib · Z1 |

| Y4 | Y1 · ib · Z1 |

| Y4 | Y1 · ib · Z1 |

| Y4 | Y1 · ib · Z1 |